# Tên thương mại
Tên thương mại, theo Luật Sở hữu trí tuệ Việt Nam, "Tên thương mại là tên gọi của tổ chức, cá nhân dùng trong hoạt động kinh doanh để phân biệt chủ thể kinh doanh mang tên gọi đó với chủ thể kinh doanh khác trong cùng lĩnh vực và khu vực kinh doanh". Khu vực kinh doanh là khu vực địa lý nơi chủ thể kinh doanh có bạn hàng, khách hàng hoặc có danh tiếng.

## Khả năng phân biệt
Tên thương mại có khả năng phân biệt nếu đáp ứng điều kiện: chứa thành phần tên riêng, trừ trường hợp đã được biết đến rộng rãi do sử dụng; không trùng hoặc tương tự đến mức gây nhầm lẫn với tên thương mại mà người khác đã sử dụng trước trong cùng lĩnh vực, khu vực kinh doanh; đồng thời không trùng hoặc tương tự đến mức gây nhầm lẫn với nhãn hiệu của người khác hoặc với chỉ dẫn địa lý đã được bảo hộ trước ngày tên thương mại đó được sử dụng.